# Capheira (genre)
Genre
Capheira est un genre de concombres de mer de la famille des Synallactidae.

## Liste des genres
Selon World Register of Marine Species (25 novembre 2017) :
- Capheira mollis Ohshima, 1915
- Capheira sulcata Ludwig, 1893